# Saviors
Saviors (conosciuto come 'SAVIORS') è il quattordicesimo album in studio della band punk statunitense Green Day, uscito il 19 gennaio 2024.

## Descrizione
Nei mesi di settembre, il gruppo ha cominciato, attraverso i social media, a pubblicare dei "teaser" di alcuni brani del disco, rendendo noto che i membri stavano lavorando ad un nuovo progetto discografico. Nello stesso periodo il gruppo ha cominciato a suonare ai concerti il brano inedito 1981, che in seguito verrà ufficializzato come parte del disco.
Dopo diverse speculazioni, i Green Day hanno annunciato il 24 ottobre 2023 il titolo del disco, assieme alla pubblicazione del singolo The American Dream Is Killing Me. Il 2 novembre è stato pubblicato il secondo singolo, dal titolo Look Ma, No Brains! ed è stato anche annunciato l'imminente tour mondiale per il 2024
Il 7 dicembre è stato pubblicato il terzo singolo Dilemma, seguito da One Eyed Bastard, quarto singolo dell'album pubblicato il 5 gennaio 2024.
Il 19 gennaio 2024, giorno di uscita dell'album, viene diffuso il quinto singolo Bobby Sox.
Il 23 luglio 2024 esce il sesto ed ultimo singolo dell'album, ovvero la nona traccia Corvette Summer.
La copertina dell'album mostra un bambino durante i The Troubles, ovvero i disordini causati dal conflitto nordirlandese.

## Tracce
1. The American Dream Is Killing Me – 3:06
2. Look Ma, No Brains! – 2:03
3. Bobby Sox – 3:45
4. One Eyed Bastard – 2:53
5. Dilemma – 3:19
6. 1981 – 2:10
7. Goodnight Adeline – 2:57
8. Coma City – 3:29
9. Corvette Summer – 3:03
10. Suzie Chapstick – 3:17
11. Strange Days Are Here to Stay – 3:06
12. Living in the '20s – 2:07
13. Father to a Son – 3:55
14. Saviors – 2:56
15. Fancy Sauce – 4:02

## Formazione
- Billie Joe Armstrong – voce, chitarre
- Mike Dirnt – basso, cori
- Tré Cool – batteria, percussioni